# Sint-Amanduskerk (Opdorp)

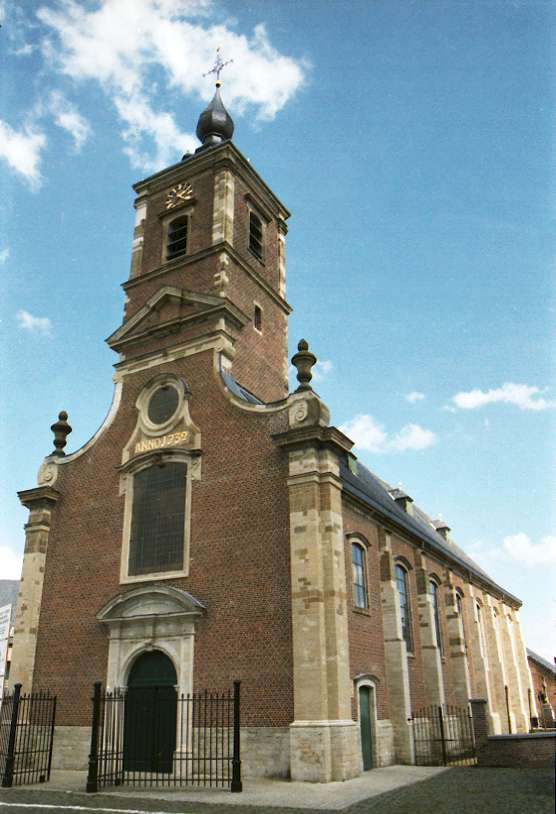
Sint-Amanduskerk

De Sint-Amanduskerk is de parochiekerk van de tot de Oost-Vlaamse gemeente Buggenhout behorende plaats Opdorp, gelegen aan de Dries.

## Geschiedenis
In 1435 werd te Opdorp een kapel gesticht die gewijd was aan Onze-Lieve-Vrouw. Omstreeks 1600 werd deze herbouwd in laatgotische stijl. In 1727 schonk Angelique Theresia van Marselaer, vrouwe van Opdorp, een bedrag ter vergroting van de kapel met de bedoeling er een volwaardige parochiekerk van te maken.
Naar ontwerp van Petrus Merckaert werd een kerk gebouwd waarbij de kapel, waarvan de voorgevel werd weggebroken, als koor zou dienen. In 1732 was de kerk vrijwel gereed en werd Opdorp verheven tot parochie. Het patronaatsrecht berustte bij de Abdij van Affligem. In 1734 werd de kerk ingezegend.
In 1784 werden drie altaren, afkomstig van het opgeheven Wilhelmietenklooster van Aalst, in de kerk geplaatst. In 1796 werd een Van Peteghem-orgel geïnstalleerd. Van 1883-1885 werd de kerk vergroot naar ontwerp van Auguste Van Assche. Daarbij werd het schip verlengd in dezelfde stijl en werd de westgevel en de toren gereconstrueerd.
Van 1989-1993 werd de kerk aan de buitenkant gerestaureerd, van 2002-2003 werd ook het interieur opgeknapt.

## Gebouw
Het betreft een eenbeukige kerk met ingebouwde westtoren en een driezijdig afgesloten koor. Schip en toren zijn in barokstijl en opgetrokken uit baksteen en zandsteen. Het laatgotisch koor is in kalkzandsteen opgetrokken. De toren heeft een peervormige bekroning. De barokke voorgevel, in 1883 gereconstrueerd, heeft een klokgevel met driehoekig fronton.

## Interieur
Het interieur wordt overkluisd door een kruisribgewelf, terwijl het lagere koor door een tongewelf wordt overkluisd.
Het hoofdaltaar heeft een altaarstuk: de Tenhemelopneming van Maria door J. De Looze (18e eeuw). Uit het eind van de 17e eeuw stammen de schilderijen Laatste Avondmaal en de Aanbidding der Wijzen. Een schilderij van Christus aan het kruis is 18e-eeuws.
De kerk bezit een aantal 18e-eeuwse heiligenbeelden terwijl er ook een aantal 19e-eeuwse, neogotische beelden aanwezig zijn.
Het hoofdaltaar is een portiekaltaar van omstreeks 1730. Het noordelijk zijaltaar is gewijd aan Onze-Lieve-Vrouw en het zuidelijke aan Sint-Amandus. Beide zijaltaren zijn 18e-eeuws evenals de communiebank en de preekstoel. Er zijn twee biechtstoelen van 1736. De glas-in-loodramen zijn van 1835 en 1925.